# Cyathea alleniae
Cyathea alleniae är en ormbunkeart som beskrevs av Holtt. Cyathea alleniae ingår i släktet Cyathea och familjen Cyatheaceae. Inga underarter finns listade.